# Reymondia pyramidalis
Reymondia pyramidalis là một loài động vật chân bụng trong họ Thiaridae. Nó được tìm thấy ở Tanzania và có thể Cộng hòa Dân chủ Congo. Môi trường sống tự nhiên của chúng là hồ nước ngọt.